# Нитрат европия(III)
Нитрат европия(III) — неорганическое соединение, 
соль европия и азотной кислоты с формулой Eu(NO3)3,
белые с желтоватым оттенком кристаллы,
растворяется в воде,
образует кристаллогидраты.

## Получение
- Безводную соль получают действием оксида азота(IV) на оксид европия(III):

{\displaystyle {\mathsf {2Eu_{2}O_{3}+9N_{2}O_{4}\ {\xrightarrow {150^{o}C}}\ 4Eu(NO_{3})_{3}+6NO}}}
- Действие оксида азота(IV) на металлический европий:

{\displaystyle {\mathsf {Eu+3N_{2}O_{4}\ {\xrightarrow {200^{o}C}}\ Eu(NO_{3})_{3}+3NO}}}

## Физические свойства
Нитрат европия(III) образует белые с желтоватым оттенком кристаллы.
Хорошо растворяется в воде.
Образует кристаллогидрат состава Eu(NO3)3•6H2O, который плавится в собственной кристаллизационной воде при 85°С.

## Применение
- Для производства керамики и стекла.